# 莫里斯鎮區 (新澤西州)
莫里斯鎮區（英語：Morris Township）是位於美國新澤西州摩里斯縣的一個鎮區。

## 地方資料
莫里斯鎮區的面積為40.96平方千米，當中陸地面積為40.62平方千米，而水域面積為0.34平方千米。根據2020年美國人口普查的數據，當地共有人口22974人，而人口密度為每平方千米560.89人。